# Nienhagen (Detmold)
Nienhagen (plattdeutsch: Nüjjen) ist ein Ortsteil von Detmold im Kreis Lippe in Nordrhein-Westfalen und liegt etwa fünf Kilometer nordwestlich  vom Stadtzentrum entfernt. Die benachbarten Detmolder Ortsteile sind im Uhrzeigersinn Niewald, Jerxen-Orbke, Heidenoldendorf, Pivitsheide V. H. und Pivitsheide V. L. Nienhagen wurde als Hagenhufendorf vermutlich im 12. oder 13. Jahrhundert gegründet. Im waldreichen lippischen Hügelland wurden zu dieser Zeit zahlreiche derartige Siedlungen auf Rodungen errichtet. Über die Jahrhunderte hinweg wechselte der zunächst Niggenhagen heißende Ort mehrmals seinen Namen.
Der Ende des 13. Jahrhunderts regierende Landesherr Simon I. von Lippe wollte verhindern, dass die ohne Hoferbe verbliebenen Bauernsöhne, wie Hunderte andere, ins Baltikum auswanderten. Er sicherte ihnen eine Hufe Land zu, wenn sie in der Heimat blieben. Dieses Land lag zur Wasserversorgung in der Nähe eines Bach- oder Flusslaufs und musste gerodet werden, damit die neuen Bauern ihre Familie ernähren konnten. Auf diese Weise entstand Nienhagen, wie auch andere Dörfer in der Umgebung. Die Höfe lagen auf einem ein bis zwei Kilometer langen und 200 Meter breiten Streifen Land, wie an einer Perlenschnur aufgereiht, nebeneinander am Ufer der Werre. Zum Schutz vor Hochwasser waren die Höfe auf einer felsigen Anhöhe aufgebaut. Nach den nebeneinander liegenden, eingehegten Felder hinter den Gehöften wurde die Siedlung als Hagenhufendorf bezeichnet. Diese Anordnung der Felder ist auch heute noch gut zu erkennen.
Bis 1703 mussten alle Schüler aus Nienhagen, gemeinsam mit denen aus Pivitsheide V. H. und Orbke, den weiten Weg zur Schule nach Heiden auf sich nehmen. Danach errichtete man eine eigene Nienhagener Schule in Akemeiers Hof. Im Jahr 1803 baute man in Nienhagen eine neue Schule, in der auch die Kinder aus Pivitsheide V.H. und Orbke unterrichtet wurden. 1968 wurde die Nienhagener Volksschule aufgrund der Aufteilung in Grund- und Hauptschule wieder geschlossen. Die Grundschüler gehen seitdem in Pivitsheide V. H. und die Hauptschüler in Heidenoldendorf zur Schule.
Am 1. Januar 1970 wurde Nienhagen in die Kreisstadt Detmold eingegliedert.
Nienhagen war bis 1988 eine Station an der Bahnstrecke Herford–Himmighausen. Im Laufe der letzten Jahrzehnte wurde die Bewirtschaftung der meisten Höfe eingestellt. In Nienhagen wohnen auf einer Fläche von 3,6 km² insgesamt 346 Bürger (August 2006). Ortsbürgermeisterin ist derzeit Eva Kauer (SPD), der Vertreter im Stadtrat ist Kai Kottmann (SPD).